# Oncocnemis x-signata
Oncocnemis x-signata är en fjärilsart som beskrevs av Otto Staudinger 1897. Oncocnemis x-signata ingår i släktet Oncocnemis och familjen nattflyn. Inga underarter finns listade i Catalogue of Life.